# Codonopsis bhutanica
Codonopsis bhutanica är en klockväxtart som beskrevs av Frank Ludlow. Codonopsis bhutanica ingår i släktet Codonopsis, och familjen klockväxter. Inga underarter finns listade i Catalogue of Life.